# Cryptopalpus discalis
Cryptopalpus discalis là một loài ruồi trong họ Tachinidae.